# Речица (платформа)
«Речица» (бел. Рачыца) — остановочный пункт неподалёку от одноимённой деревни.
Железнодорожная платформа находится на линии Бронная Гора - Белоозерск между станцией Бронная Гора и платформой Войтешин.
Рядом с платформой проходит трасса М1.